# Sistema Universitario de Indiana
El Sistema Universitario de Indiana, fundado en 1820, es una red de universidades públicas estatales compuesto por nueve campus en el estado de Indiana. También se le conoce como Universidad de Indiana.  
El sistema está formado por los siguientes campus:
- Universidad de Indiana Bloomington en Bloomington, Indiana (el campus principal)
- Universidad de Indiana Indianápolis en Indianápolis, Indiana (el campus urbano principal)
- Universidad de Indiana Columbus en Columbus, Indiana (administrado por IU Indianápolis)
- Universidad de Indiana Este en Richmond, Indiana
- Universidad de Indiana Fort Wayne en Fort Wayne, Indiana (administrado por IU Indianápolis)
- Universidad de Indiana Kokomo en  Kokomo, Indiana
- Universidad de Indiana Noroeste en Gary, Indiana
- Universidad de Indiana South Bend en South Bend, Indiana
- Universidad de Indiana Sudeste en New Albany, Indiana

El sistema anteriormente operaba dos campus en cooperación con la Universidad Purdue.
- IPFW (Universidad de Indiana-Universidad Purdue Fort Wayne) en Fort Wayne. El campus se disolvió al final del año académico 2017-2018 y fue reemplazado por campus separados de IU y Purdue. Los programas académicos de IPFW en ciencias de la salud se transfirieron a la Universidad de Indiana en Fort Wayne. Todos los demás programas académicos ahora son administrados por la Universidad de Purdue Fort Wayne. El antiguo programa deportivo de IPFW ahora funciona como Purdue Fort Wayne Mastodons.
- IUPUI (Universidad de Indiana-Universidad Purdue Indianápolis) en Indianápolis. El campus se disolvió al final del año académico 2023-24 y fue reemplazado por los nuevos campus de IU y Purdue. La gran mayoría de los programas académicos de la IUPUI fueron asumidos por IU Indianápolis, y el programa deportivo de la IUPUI ahora funciona como IU Indy Jaguars.

Antes de que se disolviera la IUPUI, operaba un campus de extensión en Columbus:
- IUPUC (Universidad de Indiana-Universidad Purdue Columbus). El campus ahora opera bajo la administración de IU Indianápolis como Universidad de Indiana Columbus.

El número de estudiantes de la Universidad de Indiana es de 98,543.